# Rocco Pitanga
Rocco Pitanga Manhães Sampaio, conhecido como Rocco Pitanga (Rio de Janeiro, 18 de julho de 1980), é um ator brasileiro.

## Biografia
É irmão da atriz Camila Pitanga e filho do também ator Antônio Pitanga e da bailarina Vera Manhães.
Seus pais separaram-se em 1986, após dez anos de casamento, quando Camila tinha 9 anos e Rocco possuía 6 anos. Rocco e a irmã passaram a ser criados pelo pai, que ganhou a guarda dos filhos na justiça, por uma decisão em comum acordo de seus pais, pois sua mãe achou que o ex-marido teria melhores condições de criar os filhos que ela, visto que sua mãe até hoje sofre com depressão e ansiedade, e preferiu voltar a viver em São Paulo, sua cidade natal, para tratar-se, enquanto Camila e Rocco viveram com o pai no Rio de Janeiro.

## Carreira
Iniciou a carreira de ator aos 14 anos no teatro amador. Depois entrou para novelas como Da Cor do Pecado e Os Mutantes, e nos filmes Filhas do Vento e Era Uma Vez. Em 2016 esteve em Rock Story interpretando Daniel.

## Filmografia

### Televisão
| Ano       | Título                           | Papel                      | Notas                              |
| --------- | -------------------------------- | -------------------------- | ---------------------------------- |
| 1997      | Malhação                         | Jackson                    |                                    |
| 1999      | Globo Ciência                    | Apresentador               |                                    |
| 2002      | Desejos de Mulher                | Joaquim                    |                                    |
| 2004      | Da Cor do Pecado                 | Felipe de Freitas          |                                    |
| 2004      | Correndo Atrás                   | Uil                        | Especial de fim de ano             |
| 2005      | Malhação                         | Gabriel Calmon (Rico)      |                                    |
| 2006      | Alta Estação                     | Lucas                      |                                    |
| 2007      | Caminhos do Coração              | Dr. Armando Carvalho Pinto |                                    |
| 2008      | Os Mutantes: Caminhos do Coração | Dr. Armando Carvalho Pinto |                                    |
| 2009      | Promessas de Amor                | Dr. Armando Carvalho Pinto |                                    |
| 2010      | A História de Ester              | Harbona                    |                                    |
| 2011      | Rebelde                          | Lupicínio Alves (Lupi)     |                                    |
| 2012      | Windeck                          | Gabriel Castro             |                                    |
| 2014      | Vitória                          | Nelito                     |                                    |
| 2015      | Os Dez Mandamentos               | Jahi                       |                                    |
| 2016      | A Terra Prometida                | Jahi                       |                                    |
| 2016      | Rock Story                       | Dr. Daniel Andrade         |                                    |
| 2018–2021 | Impuros                          | Bruninho Bagdá             | Temporadas 1–3                     |
| 2022      | Cara e Coragem                   | Caio Gonzaga               |                                    |
| 2023      | Histórias Quase Verdadeiras      | Lúcio                      | Episódio: "O Farsante"             |
| 2024      | Desejos S.A.                     | Guilherme Santos           |                                    |
| 2024      | Turma da Mônica - Origens        | Renato Sustenido           |                                    |
| 2025      | Garota do Momento                | Dr. Gregório Prado         | Episódios: "2 de maio–27 de junho" |

### Cinema
| Ano  | Título                                | Personagem       | Notas          |
| ---- | ------------------------------------- | ---------------- | -------------- |
| 1996 | Um Céu de Estrelas                    |                  |                |
| 2000 | O Barato É Ser Careta                 | Rocco            | Curta-metragem |
| 2002 | Seja o que Deus Quiser!               | MC PQD           |                |
| 2003 | Garotas do ABC                        | Adílson          |                |
| 2004 | As Filhas do Vento                    | André            |                |
| 2004 | Xuxa e o Tesouro da Cidade Perdida    | Márcio Hipólito  |                |
| 2006 | Vestido de Noiva                      | Moço             |                |
| 2008 | Era Uma Vez...                        | Carlão           |                |
| 2010 | A Casa Errada                         | Policial         | Curta-metragem |
| 2016 | Deixe-me Viver                        | Dr. Zeus         |                |
| 2016 | Os Dez Mandamentos - O Filme          | Jahi             |                |
| 2017 | Pitanga                               | Ele mesmo        | Documentário   |
| 2017 | Como Salva um animal                  | Treinador Gavião |                |
| 2019 | Happy Hour - Verdades e Consequências | Paulo            |                |
| 2019 | Correndo Atrás                        | Uranos           |                |
| 2019 | Dois Barcos                           | Felipe           | Curta-metragem |
| 2020 | Os Espetaculares                      |                  |                |
| 2020 | M-8: Quando a Morte Socorre a Vida    | Policial         |                |
| 2021 | O Auto da Boa Mentira                 | Lucio Louzada    |                |
| 2021 | O Novelo                              | Cicinho          |                |
| 2023 | Ninguém É de Ninguém                  | Renato           |                |
| 2025 | Malês                                 | Dassalu          |                |

### Teatro
| Ano  | Título                   | Papel   |
| ---- | ------------------------ | ------- |
| 2000 | A Mulher sem Pecado      | Umberto |
| 2002 | O Círculo das Luzes      | Barrão  |
| 2009 | Laranja Azul             | Cris    |
| 2016 | Auto da Paixão de Cristo | Jesus   |

## Prêmios e indicações
| Ano  | Associações                         | Categoria               | Nomeações            | Resultado | Ref.   |
| ---- | ----------------------------------- | ----------------------- | -------------------- | --------- | ------ |
| 2004 | Festival de Cinema de Gramado       | Melhor Ator Coadjuvante | Filhas do Vento      | Venceu    | [ 22 ] |
| 2004 | Troféu Raça Negra                   | Ator do Ano             | Da Cor do Pecado     | Venceu    | [ 23 ] |
| 2008 | Prêmio Qualidade Brasil             | Melhor Ator Coadjuvante | Era Uma Vez          | Indicado  | [ 24 ] |
| 2009 | Prêmio Guarani de Cinema Brasileiro | Melhor Ator Coadjuvante | Era Uma Vez          | Indicado  | [ 25 ] |
| 2011 | Troféu Raça Negra                   | Ator do Ano             | Rebelde              | Indicado  | [ 26 ] |
| 2022 | Festival Sesc Melhores Filmes       | Melhor Ator Nacional    | O Novelo             | Indicado  |        |
| 2024 | Festival Sesc Melhores Filmes       | Melhor Ator Nacional    | Ninguém é de Ninguém | Pendente  |        |